# Матеја Поповић
Матеја Поповић (Пожаревац, 13. јул 1987) српски је глумац.

## Биографија
Матеја Поповић је рођен је у Пожаревцу 13. јула 1987. године. Дипломирао је у класи Драгана Петровића 2011. године на Факултету драмских уметности у Београду. Бави се писањем и режијом. Играо је представе у Београдском драмском позоришту: „Усамљени Запад”, „Харолд и Мод” и „Све о мојој мајци”.
Наступао је у филму Шешир професора Косте Вујића, Марко Краљевић - Фантастична авантура, Злогоње, такође у серији Жигосани у рекету.

## Филмографија
| Год.       | Назив                                    | Улога                    |
| ---------- | ---------------------------------------- | ------------------------ |
| 2009.      | Задатак: 10 минута                       |                          |
| 2009.      | Звезда Три                               | Капетан свемирског брода |
| 2011.      | Тамарин изостанак                        |                          |
| 2012.      | Бела лађа                                | Ортак адвоката Шљивића   |
| 2012.      | Шешир професора Косте Вујића             | Павле Поповић            |
| 2013.      | Roter Schnee                             |                          |
| 2013.      | Шешир професора Косте Вујића (ТВ серија) | Павле Поповић            |
| 2014.      | Укронија                                 |                          |
| 2015.      | Марко Краљевић - Фантастична авантура    | Марко Краљевић           |
| 2015.      | Панта Драшкић цена части                 | наредник Ивковић         |
| 2016.      | Santa Maria della Salute                 | Богдан Дунђерски         |
| 2017.      | Santa Maria della Salute (ТВ серија)     | Богдан Дунђерски         |
| 2018.      | Злогоње                                  | Ђорђе                    |
| 2018.      | Јутро ће променити све                   | Андреј фотограф          |
| 2019.      | Шифра Деспот                             | агент 1                  |
| 2019.      | Пси лају, ветар носи                     | инспектор Зарић          |
| 2018−2019. | Жигосани у рекету                        | Игор фотограф            |
| 2019.      | Пролеће у јануару                        | Црни                     |
| 2019−2020. | Преживети Београд                        | асистент Синиша          |
| 2021.      | Александар од Југославије                | Лудвиг Фишер             |
| 2022−2023. | Игра судбине                             | Олег Латас               |
| 2023.      | Као шећер на рану                        |                          |
| 2023.      | Закопане тајне                           | Дамир Хаџи Костић        |